# انفجار نارايانغانج 2020
انفجار نارايانغانج 2020 في 4 سبتمبر 2020 أدى انفجار في مسجد بيتوس صلاة الجماعة في منطقة نارايانجانج في بنغلاديش إلى مقتل 31 شخصًا على الأقل وإصابة العشرات. ارتفع عدد القتلى إلى 31 في 10 سبتمبر.

## الأسباب
يُفترض أن سبب الانفجار هو تسرب غاز من خط أنابيب تحت الأرض. في حوالي الساعة 8:30 مساءً بالتوقيت المحلي انفجرت جميع وحدات التكييف الست المثبتة في الطابق الأرضي في وقت واحد. في وقت سابق كان هناك انقطاع للتيار الكهربائي في المسجد وتسبب الارتفاع المفاجئ في التيار الكهربائي في حدوث شرر في مكيفات الهواء مما قد يؤدي إلى الانفجار.